# Enver Cenk Şahin
Enver Cenk Şahin  (22 de septiembre de 1994; Zonguldak, Turquía) es un futbolista turco. Juega en la demarcación de centrocampista y su actual equipo es el Istanbul Basaksehir de la Superliga de Turquía.

## Selección nacional
Fue convocado por Feyyaz Ucar para disputár la Copa Mundial de Fútbol Sub-20 de 2013 a realizarse en Turquía.

### Participaciones con la selección
| Torneo                                | Sede    | Resultado        |
| ------------------------------------- | ------- | ---------------- |
| Copa Mundial de Fútbol Sub-20 de 2013 | Turquía | Octavos de final |

## Clubes
| Club                             | País     | Año       |
| -------------------------------- | -------- | --------- |
| İstanbul Büyükşehir Belediyespor | Turquía  | 2011-2017 |
| FC St. Pauli (cedido)            | Alemania | 2016-2017 |
| FC St. Pauli                     | Alemania | 2017-2019 |
| FC Ingolstadt 04 (cedido)        | Alemania | 2019      |
| Istanbul Basaksehir              | Turquía  | 2019-     |